# Elecciones municipales de Huancavelica de 2014
Las elecciones municipales de Huancavelica de 2014 se llevaron a cabo el 5 de octubre de 2014 para elegir al alcalde y al Concejo Provincial de Huancavelica para el periodo 2015-2018. La elección se celebró simultáneamente con elecciones regionales y municipales (provinciales y distritales) en todo el país.

## Sistema electoral
La Municipalidad Provincial de Huancavelica es el órgano administrativo y de gobierno de la provincia de Huancavelica. Está compuesta por el alcalde y el Concejo Provincial.
La votación del alcalde y el concejo se realiza en base al sufragio universal, que comprende a todos los ciudadanos nacionales mayores de dieciocho años, empadronados y residentes en la provincia de Huancavelica y en pleno goce de sus derechos políticos, así como a los ciudadanos no nacionales residentes y empadronados en la provincia de Huancavelica.
El Concejo Provincial de Huancavelica está compuesto por 11 regidores elegidos por sufragio directo para un período de cuatro (4) años, en forma conjunta con la elección del alcalde (quien lo preside) La votación es por lista cerrada y bloqueada. Se asigna a la lista ganadora los escaños según el método d'Hondt o la mitad más uno, lo que más le favorezca.

## Composición del Concejo Provincial de Huancavelica
La siguiente tabla muestra la composición del Concejo Provincial de Huancavelica antes de las elecciones.
| Partidos | Partidos                                                  | Regidores |
| -------- | --------------------------------------------------------- | --------- |
|          | Movimiento Regional AYNI                                  | 7         |
|          | Movimiento Independiente Trabajando para Todos            | 1         |
|          | Movimiento Independiente de Campesinos y Profesionales    | 1         |
|          | Proyecto Integración de Comunidades Organizadas           | 1         |
|          | Movimiento Independiente Regional Unidos por Huancavelica | 1         |

## Partidos y candidatos
A continuación se muestra una lista de los principales partidos y alianzas electorales que participaron en las elecciones:
| Candidatura | Candidatura | Partidos y alianzas                                                     | Candidatos | Candidatos              | Ideología                                                          | Resultado previo | Resultado previo | Ref. |
| Candidatura | Candidatura | Partidos y alianzas                                                     | Candidatos | Candidatos              | Ideología                                                          | Votos (%)        | Reg.             | Ref. |
| ----------- | ----------- | ----------------------------------------------------------------------- | ---------- | ----------------------- | ------------------------------------------------------------------ | ---------------- | ---------------- | ---- |
|             | AYNI        | Lista - Movimiento Regional AYNI (AYNI)                                 |            | Fernando Clemente Arana | Regionalismo huancavelicano                                        | 28.60%           | 7                |      |
|             | MITT        | Lista - Movimiento Independiente Trabajando para Todos (MITT)           |            | Pedro Palomino Pastrana | Regionalismo huancavelicano                                        | 24.44%           | 1                |      |
|             | MINCAP      | Lista - Movimiento Independiente de Campesinos y Profesionales (MINCAP) |            | Dacia Romero Jurado     | Regionalismo huancavelicano                                        | 14.42%           | 1                |      |
|             | UxH         | Lista - Movimiento Independiente Regional Unidos por Huancavelica (UxH) |            | Rómulo Cayllahua Paytán | Regionalismo huancavelicano                                        | 13.00%           | 1                |      |
|             | APP         | Lista - Alianza para el Progreso (APP)                                  |            | Edgar Ramírez Rivera    | Liberalismo económico Conservadurismo liberal Populismo de derecha | 1.76%            | 0                |      |
|             | AP          | Lista - Acción Popular (AP)                                             |            | Carlos Donaires Huamán  | Partido atrapalotodo                                               | Nuevo            | Nuevo            |      |
|             | FH          | Lista - Fuerza Huancavelica (FH)                                        |            | José Guerra Urruchi     | Regionalismo huancavelicano                                        | Nuevo            | Nuevo            |      |
|             | AYLLU       | Lista - Movimiento Independiente Regional AYLLU (AYLLU)                 |            | Julio Chumbes Carbajal  | Regionalismo huancavelicano                                        | Nuevo            | Nuevo            |      |
|             | PC          | Lista - Frente Regional Poder Comunal (PC)                              |            | Julio Ruiz Durán        | Regionalismo huancavelicano                                        | Nuevo            | Nuevo            |      |
|             | AGUA        | Lista - Acción de Gobernabilidad para la Unidad Andina (AGUA)           |            | Jaime Huerta Tarazona   | Regionalismo huancavelicano                                        | Nuevo            | Nuevo            |      |

## Sondeos de opinión
Las siguientes tablas enumeran las estimaciones de la intención de voto en orden cronológico inverso, mostrando las más recientes primero y utilizando las fechas en las que se realizó el trabajo de campo de la encuesta. Cuando se desconocen las fechas del trabajo de campo, se proporciona la fecha de publicación.
Leyenda:
     Sondeo realizado en el periodo de prohibición legal de la difusión de sondeos de intención de voto.

### Intención de voto
La siguiente tabla enumera las estimaciones ponderadas (sin incluir votos en blanco y nulos) de la intención de voto.
|                                |            |   |      |      |      |      |      |     |  |  |  |  |  |
| Elecciones municipales de 2014 | 5 oct 2014 | — | 28.3 | 23.8 | 13.2 | 11.1 | 10.7 | 2.8 |  |  |  |  |  |
|                                |            |   |      |      |      |      |      |     |  |  |  |  |  |
| Ipsos Perú/América             | 5 oct 2014 | ? | 26.8 | 25.7 | 12.5 | –    | –    | 1.1 |  |  |  |  |  |

## Resultados

### Sumario general
|                        |                                                                 |              |              |              |           |           |  |  |
| Partidos y coaliciones | Partidos y coaliciones                                          | Voto popular | Voto popular | Voto popular | Regidores | Regidores |  |  |
| Partidos y coaliciones | Partidos y coaliciones                                          | Votos        | %            | ±pp          | Total     | +/−       |  |  |
|                        | Movimiento Independiente Regional AYLLU (AYLLU)                 | 17,087       | 28.33        | Nuevo        | 7         | +7        |  |  |
|                        | Movimiento Independiente Trabajando para Todos (MITT)           | 14,343       | 23.78        | –0.66        | 2         | +1        |  |  |
|                        | Movimiento Independiente Regional Unidos por Huancavelica (UxH) | 7,960        | 13.20        | +0.20        | 1         | ±0        |  |  |
|                        | Movimiento Regional AYNI (AYNI)                                 | 6,704        | 11.12        | –17.48       | 1         | –6        |  |  |
|                        | Movimiento Independiente de Campesinos y Profesionales (MINCAP) | 6,440        | 10.68        | –3.74        | 0         | –1        |  |  |
|                        | Acción de Gobernabilidad para la Unidad Andina (AGUA)           | 3,848        | 6.38         | Nuevo        | 0         | ±0        |  |  |
|                        | Alianza para el Progreso (APP)                                  | 1,923        | 3.19         | +1.43        | 0         | ±0        |  |  |
|                        | Movimiento Político Fuerza Huancavelica (FH)                    | 1,114        | 1.85         | Nuevo        | 0         | ±0        |  |  |
|                        | Acción Popular (AP)                                             | 491          | 0.81         | n/a          | 0         | ±0        |  |  |
|                        | Frente Regional Poder Comunal (PC)                              | 398          | 0.66         | Nuevo        | 0         | ±0        |  |  |
|                        |                                                                 |              |              |              |           |           |  |  |
| Total                  | Total                                                           | 60,308       |              |              | 11        | ±0        |  |  |
|                        |                                                                 |              |              |              |           |           |  |  |
| Votos válidos          | Votos válidos                                                   | 60,308       | 84.83        | +10.65       |           |           |  |  |
| Votos en blanco        | Votos en blanco                                                 | 6,673        | 9.39         | –7.01        |           |           |  |  |
| Votos nulos            | Votos nulos                                                     | 4,109        | 5.78         | –3.64        |           |           |  |  |
| Votos emitidos         | Votos emitidos                                                  | 71,090       | 83.11        | –3.08        |           |           |  |  |
| Abstenciones           | Abstenciones                                                    | 14,448       | 16.89        | +3.08        |           |           |  |  |
| Votantes registrados   | Votantes registrados                                            | 85,538       |              |              |           |           |  |  |
|                        |                                                                 |              |              |              |           |           |  |  |
| Fuente:                |                                                                 |              |              |              |           |           |  |  |

### Concejo Provincial de Huancavelica
| Cargo                               | Autoridad electa          | Partido político | Partido político                                          |
| ----------------------------------- | ------------------------- | ---------------- | --------------------------------------------------------- |
| Alcalde Provincial de Huancavelica  | Julio Chumbes Carbajal    |                  | Movimiento Independiente Regional AYLLU                   |
| Regidor Provincial de Huancavelica  | Rolando Condezo Suárez    |                  | Movimiento Independiente Regional AYLLU                   |
| Regidor Provincial de Huancavelica  | César Quispe Cuba         |                  | Movimiento Independiente Regional AYLLU                   |
| Regidora Provincial de Huancavelica | Ruth Espinoza Huamaní     |                  | Movimiento Independiente Regional AYLLU                   |
| Regidor Provincial de Huancavelica  | Domingo Fernández Huamán  |                  | Movimiento Independiente Regional AYLLU                   |
| Regidora Provincial de Huancavelica | Celinda Carlos Japay      |                  | Movimiento Independiente Regional AYLLU                   |
| Regidor Provincial de Huancavelica  | Frittz Matos Porras       |                  | Movimiento Independiente Regional AYLLU                   |
| Regidor Provincial de Huancavelica  | Víctor Quispe Noa         |                  | Movimiento Independiente Regional AYLLU                   |
| Regidor Provincial de Huancavelica  | Yesher Riveros Castillo   |                  | Movimiento Independiente Trabajando para Todos            |
| Regidor Provincial de Huancavelica  | Elías Pumacahua Huamaní   |                  | Movimiento Independiente Trabajando para Todos            |
| Regidor Provincial de Huancavelica  | Héctor Riveros Carhuapoma |                  | Movimiento Independiente Regional Unidos por Huancavelica |
| Regidor Provincial de Huancavelica  | Daniel Rodríguez Dionicio |                  | Movimiento Regional AYNI                                  |

## Elecciones municipales distritales

### Sumario general
| | Movimiento Independiente Regional AYLLU (AYLLU)                 |  |  | Nuevo | 9  | +9 |  |  |
| | Movimiento Independiente Trabajando para Todos (MITT)           |  |  |       | 6  | –2 |  |  |
| | Movimiento Independiente Regional Unidos por Huancavelica (UxH) |  |  |       | 0  | –2 |  |  |
| | Movimiento Regional AYNI (AYNI)                                 |  |  |       | 2  | –1 |  |  |
| | Movimiento Independiente de Campesinos y Profesionales (MINCAP) |  |  |       | 1  | ±0 |  |  |
| | Acción de Gobernabilidad para la Unidad Andina (AGUA)           |  |  | Nuevo | 0  | ±0 |  |  |
| | Alianza para el Progreso (APP)                                  |  |  |       | 0  | ±0 |  |  |
| | Movimiento Político Fuerza Huancavelica (FH)                    |  |  | Nuevo | 0  | ±0 |  |  |
| | Acción Popular (AP)                                             |  |  |       | 0  | ±0 |  |  |
| | Frente Regional Poder Comunal (PC)                              |  |  | Nuevo | 0  | ±0 |  |  |
| | Proyecto Integración de Comunidades Organizadas (PICO)          |  |  |       | 0  | –2 |  |  |
| | Somos Perú (SP)                                                 |  |  |       | 0  | –1 |  |  |
| | Democracia Directa (DD)1                                        |  |  |       | 0  | ±0 |  |  |
| | Partido Humanista Peruano (PHP)                                 |  |  | Nuevo | 0  | ±0 |  |  |
| | Frente Amplio (FA)                                              |  |  | Nuevo | 0  | ±0 |  |  |
| | Listas independientes distritales                               |  |  | n/a   | 0  | ±0 |  |  |
| |                                                                 |  |  |       |    |    |  |  |
| Total                                                                                                | Total                                                           |  |  |       | 18 | ±0 |  |  |
| |                                                                 |  |  |       |    |    |  |  |
| Votos válidos                                                                                        |                                                                 |  |  |       |    |    |  |  |
| Votos en blanco                                                                                      |                                                                 |  |  |       |    |    |  |  |
| Votos nulos                                                                                          |                                                                 |  |  |       |    |    |  |  |
| Votos emitidos                                                                                       |                                                                 |  |  |       |    |    |  |  |
| Abstenciones                                                                                         |                                                                 |  |  |       |    |    |  |  |
| Votantes registrados                                                                                 |                                                                 |  |  |       |    |    |  |  |
| |                                                                 |  |  |       |    |    |  |  |
| Fuente:                                                                                              |                                                                 |  |  |       |    |    |  |  |
| Notas al pie: 1 Comparado con los resultados de Fonavistas del Perú (FDP) en las elecciones de 2010. |                                                                 |  |  |       |    |    |  |  |
| Notas al pie:                                                                                        |                                                                 |  |  |       |    |    |  |  |
| 1 Comparado con los resultados de Fonavistas del Perú (FDP) en las elecciones de 2010.               |                                                                 |  |  |       |    |    |  |  |

### Resultados por distrito
La siguiente tabla enumera el control de los distritos de la provincia de Huancavelica. El cambio de mando de una organización política se resalta del color de ese partido.
| Distrito         | Alcalde(sa) titular         | Partido político | Partido político           | Alcalde(sa) electo(a)       | Partido político | Partido político           |
| ---------------- | --------------------------- | ---------------- | -------------------------- | --------------------------- | ---------------- | -------------------------- |
| Acobambilla      | Abner Vilca Renojo          |                  | Movimiento Regional AYNI   | Fernando Villazana Ignacio  |                  | Movimiento Regional AYNI   |
| Acoria           | Emilio Cortez Castillo      |                  | Somos Perú                 | Miguel Asparrín Rojas       |                  | Trabajando para Todos      |
| Ascensión        | Rubén Arizapana Taipe       |                  | Campesinos y Profesionales | Ebet Martínez Romero        |                  | Movimiento Regional AYLLU  |
| Conayca          | Pablo Gaspar Martínez       |                  | Movimiento Regional AYNI   | Leonardo Cárdenas Zuasnabar |                  | Trabajando para Todos      |
| Cuenca           | Fortunato Común Huaroc      |                  | Trabajando para Todos      | Rodi Rafael Quispe          |                  | Movimiento Regional AYLLU  |
| Huachocolpa      | Arcadio Huamaní Carhuapoma  |                  | Unidos por Huancavelica    | Arcadio Huamaní Carhuapoma  |                  | Trabajando para Todos      |
| Huando           | Policarpo Serpa Mendoza     |                  | Trabajando para Todos      | Rigoberto Gallegos Escobar  |                  | Trabajando para Todos      |
| Huayllahuara     | Nilo Pérez Huaroc           |                  | Unidos por Huancavelica    | Inocencio Eulogio Ríos      |                  | Movimiento Regional AYLLU  |
| Izcuchaca        | Eduardo Torres Miranda      |                  | Trabajando para Todos      | Bécquer Acuña Ramos         |                  | Movimiento Regional AYLLU  |
| Laria            | Urbano Cuicapuza Huamancaja |                  | Trabajando para Todos      | Richard Ccanto Torres       |                  | Movimiento Regional AYLLU  |
| Manta            | Rosalino Soto Páucar        |                  | Comunidades Organizadas    | Lewis Araujo Curilla        |                  | Movimiento Regional AYNI   |
| Mariscal Cáceres | Jesús Sánchez Ramos         |                  | Trabajando para Todos      | Alejandro Huamaní Romero    |                  | Movimiento Regional AYLLU  |
| Moya             | Carlos Fonseca Martel       |                  | Comunidades Organizadas    | Abraham Claros Vila         |                  | Trabajando para Todos      |
| Nuevo Occoro     | Severo Ordóñez Alanya       |                  | Trabajando para Todos      | Alberto Gonzales Ortega     |                  | Campesinos y Profesionales |
| Palca            | Alejandro Fernández Quispe  |                  | Trabajando para Todos      | Walter Casavilca de la Cruz |                  | Movimiento Regional AYLLU  |
| Pilchaca         | Isidoro Rojas Curiñaupa     |                  | Trabajando para Todos      | Miguel Huaroc Curi          |                  | Movimiento Regional AYLLU  |
| Vilca            | Walter Villazana Egas       |                  | Trabajando para Todos      | Hernán Rojas Chamorro       |                  | Movimiento Regional AYLLU  |
| Yauli            | Juan Quichca Salazar        |                  | Movimiento Regional AYNI   | Simión Taipe Sedano         |                  | Trabajando para Todos      |